# 铸币厂圣奥斯定堂
铸币厂圣奥斯定堂（意大利语：Chiesa di Sant' Agostino alla Zecca），罗马天主教教堂，位于意大利那不勒斯市中心。
1259年，国王安茹的罗贝托一世将此处授予奥斯定会的修士。在巴洛克时期，该堂由巴托洛梅奥·皮基亚蒂进行了全面重建。它的位置靠近原造币厂，因而得名。自1980年伊尔皮尼亚地震以来，该堂一直关闭，保护状态不佳。
在教堂内的祭衣间，有贾卡托·迪亚诺的湿壁画。40°50′57″N 14°15′47″E / 40.849242°N 14.262928°E
Template:那不勒斯地标